# Танака, Комимаса
Комимаса Танака (яп. 田中小実昌, たなかこみまさ; 1925—2000) — японский писатель
, переводчик.
Родился в Токио. После Второй мировой войны работал на разных работах. В своих произведениях описывал человеческое горе и печаль в шутливом стиле. За «Рассказы про певца Асахимару» и «О Мими» был награждён премией Наоки. Среди других значительных произведений — «Кап, кап», «Женщина-призрак» и др. Его переводы детективов Рэймонда Чандлера получили высокие оценки литературных критиков в Японии.

## Избранные книги
- Kaburitsuki jinsei, 1964.
- Ueno shōgitai, 1968.
- Jidōmakidokei no ichinichi, 1971.
- Omoshiro hambun taidan, 1971.
- Otomejima no otome, 1974.
- Ohōtsuku zuma, 1975.
- Cheri to no sampo, 1976.
- Betonamu ōjo, 1979.
- Biggu heddo, 1979.
- Gorinjū totokarucho, 1979.
- Ishagirai ni sasageru hon, 1979.
- Poroporo (ポロポロ), Tōkyō : Chūō Kōronsha, 1979.
- Rōkyoku shiasahimaru no hanashi / Mimi no koto (浪曲師朝日丸の話 / ミミのこと), 1979.
- Yashi no tabi (香具師 の 旅), Tōkyō : Tairyūsha, 1979.
- Joruigaku nyūmon, 1980.
- Mata yokomichi ni soremasu ga, 1981.
- Chōjikan taidan (超時間 対談), Tōkyō : Shūeisha, 1981.
- Yoi (酔), Tōkyō : Sakuhinsha, 1988.
- Boku no shinema gurafiti, Tōkyō : Shinchōsha, 1983.
- Nai mono no sonzai (ない もの の 存在), Tōkyō : Fukutake Shoten, 1990.
- Tanaka Komimasa essei korekushon (田中小実昌エッセイ・コレクション), Tåokyåo : Chikuma Shobåo, 2002.